# Amha Selassie I.

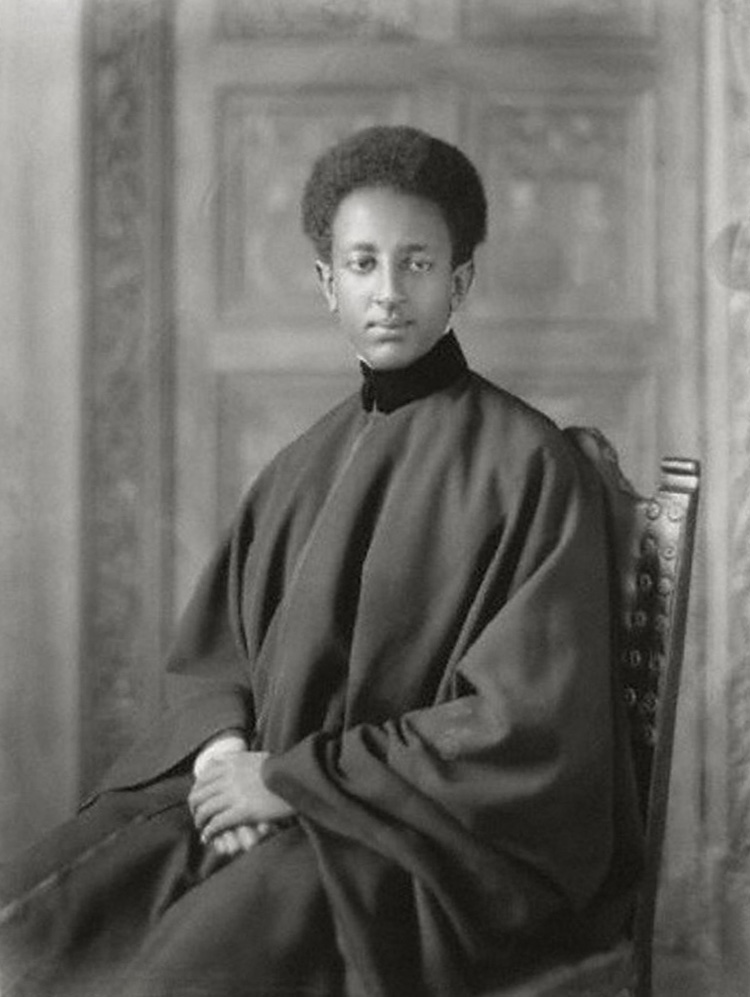
Asfa Wossen 1932

Amha Selassie I., eigentlich Asfa Wossen (amharisch ሀ ሥላሴ, አስፋ ወሰን; * 27. Juli 1916 in Harar; † 17. Februar 1997 in McLean, Virginia), war als ältester Sohn des äthiopischen Kaisers Haile Selassie I. Kronprinz von Äthiopien.

## Leben
Asfa Wossen war zunächst Kronprinz, doch kam es 1960 während eines Staatsbesuchs Haile Selassies in Brasilien zu einem Putschversuch hoher Militärs und progressiver Kräfte gegen den abwesenden Kaiser. Die Umstürzler forderten Reformen und proklamierten Kronprinz Asfa Wossen zum Kaiser von Äthiopien. Nach der Niederschlagung der Revolte versicherte der Kronprinz dem Vater zwar, dies sei gegen seinen Willen geschehen. Er fiel aber in Ungnade und hielt sich fortan vorwiegend in den USA und Großbritannien auf, Beobachter sprachen von einem Exil und seiner erneuten Verwicklung in weitere Putschversuche 1970 und 1972. Dagegen allerdings spricht der Umstand, dass Asfa Wossen etwa zur gleichen Zeit in London einen Schlaganfall erlitten hatte. Stattdessen versuchte 1973 Prinz Iskander Desta, ein Enkel Haile Selassies und Neffe Asfa Wossens, zu putschen.
Erst im Juli 1974 aber wurde der Kaiser durch eine Militärrevolte tatsächlich entmachtet, hatte aber noch am 14. April 1974 Asfa Wossens Sohn Zere Yacobe Selassie (Zar‘a Jaqob) anstelle des schon gelähmten Asfa Wossen zum neuen Kronprinzen und Thronfolger ernannt. Wegen des noch immer großen Respekts vor dem alten „Löwen von Juda“ erfolgte die endgültige Absetzung Haile Selassies erst am 12. September 1974. In der Zwischenzeit bis zur auch formalen Umwandlung Äthiopiens in eine Republik am 21. März 1975 galten daher sowohl Asfa Wossen (den Thronnamen „Amha Selassie I.“ nahm er erst über ein Jahrzehnt später während seiner Krönung im Exil in London an) als auch Haile Selassies Enkel als „allerletzter“ Kaiser. Faktisch setzte sich innerhalb der neuen Junta 1977 Oberst Mengistu Haile Mariam gegen General Aman Andom, einen zumindest noch während der Revolution von 1960 als dem Kaiser ergeben und fortschrittlich geltenden Offizier, durch. In London traf Asfa Wossen im gleichen Jahr mit dem Reggae-Musiker Bob Marley zusammen und soll ihm den Siegelring seines Vaters übergeben haben, was den Heiligen-Kult der Rastafaris um Haile Selassie weltweit noch beflügelte. Asfa Wossen hingegen starb 1997 vergessen im Exil.
Sein Sohn Zere Yacobe kehrte bald nach dem Sturz Mengistus 1991 nach Äthiopien zurück und gilt dortigen Monarchisten als rechtmäßiger Thronprätendent einer wieder zu errichtenden konstitutionellen Monarchie.